# غيرهارد باليتشش
غيرهارد باليتشش (17 يونيو 1913 - 7 ديسمبر 1944) ضابطًا ألمانيًا في قوات الأمن الخاصة، اشتهر بأنشطته في معسكر اعتقال أوشفيتز.

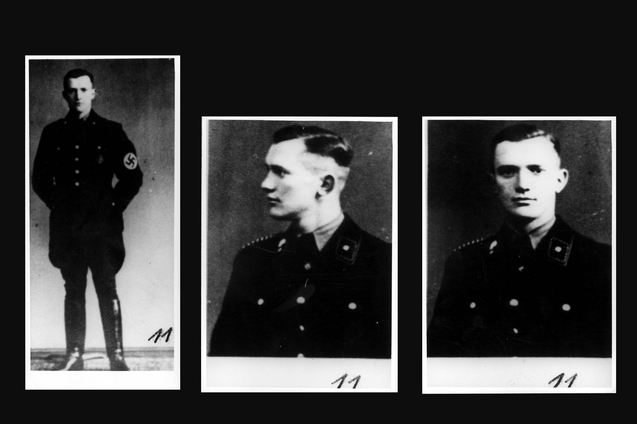
غيرهارد باليتشش بصفته برتبة Hauptscharfuhrer

في بداية حياته المهنية مع NCO، عمل كخفير في معسكرات الاعتقال في ليختنبرغ وبوخنفالد وساكسنهاوزن، حيث كان Blockführer (رئيس ثكنة السجناء). تم نقله من ساكسنهاوزن إلى أوشفيتز في عام 1940. 
وقد أحضر معه 30 سجيناً من ساكسِنهاوزن كانوا سيتولون مناصب مثل Funktionshäftlinge (سجناء بوظائف خاصة). علاوة على ذلك، كثيرا ما شارك في عمليات الإعدام على الجدار الأسود. زعم باليتشش لأحد أعضاء قوات الأمن الخاصة، أنه كان مسؤولاً عن إطلاق النار على حوالي 25000 شخص على مؤخرة رؤوسهم. مثل غيره من أفراد معسكرات الاعتقال، قام بسرقة الممتلكات التي سُرقت من الضحايا وبسبب هذا كان موضوع تحقيقات القوات الخاصة في السرقة والفساد. قد يكون نقله في عام 1943 إلى معسكر فرعي في برون، جمهورية التشيك، حيث تم تعيينه القائد، نقلًا جنائيًا.